# Relazioni bilaterali tra Cina e Giappone
Le relazioni bilaterali tra la Cina, civiltà plurimillenaria che ha influenzato tutto l'Estremo Oriente, e l'arcipelago del Giappone, che ne ha ereditato la cultura, hanno una storia segnata da scambi e rivalità incessanti.

## Storia

### Apertura del Giappone e influenza della Cina
Il Regno Wei ricevette parecchi messaggeri dallo Yamato, il regno della regina Himiko (antico Giappone), nel 239, nel 242 e nel 246; gli Wei stessi inviarono un gruppo di messaggeri allo Yamato nel 240. Il periodo Yamato (250-710) è l'inizio di un effettivo Stato giapponese, e delle relazioni tra i due Paesi. È il periodo in cui si svilupparono in Giappone la scrittura ed il Buddhismo venuti dalla Cina mediante la Corea a partire dal 538. La vittoria del clan Soga permise al Buddhismo di diventare la religione ufficiale nel 587. Il principe e reggente imperiale Shōtoku adottò gli elementi principali della cultura coreana dello Yamato nel 592, e la prima ambasciata ufficiale giapponese fu inaugurata alla corte dei Sui nel 600.
Il Giappone cominciò ad inviare degli ambasciatori alla dinastia Tang a Xi'an a partire dal 607. Gli anni 645 e 646 furono segnati da un sanguinoso colpo di Stato, durante il quale il clan Soga fu privato del proprio potere. La grande riforma di Taika fu proclamata per accelerare il processo di assimilazione della cultura cinese dello Stato di Yamato: dei codici ispirati a quello dei Tang regolavano la vita pubblica, il diritto ed il protocollo dello Stato. Con una prospera economia, la cultura Tang fu una delle più brillanti della sua epoca, intrattenendo numerose relazioni con altri paesi. Molti studenti giapponesi andarono in Cina durante questo periodo in cui il pensiero cinese era profondamente radicato in quei Paesi considerati per la "cultura del Confucianesimo".
I Giapponesi integrarono e trasformarono i contributi della civiltà cinese nel periodo Nara (710-794): essi svilupparono un sistema amministrativo, una scrittura, una religione e delle arti specifiche. Il codice Taihō nel 701 diede vita al Regime dei codici (律令?, ritsuryō) che governò il Giappone fino alla fine del periodo Heian (1185). Il cinese rimase però la lingua ufficiale della corte imperiale in Cina nell'838. La dinastia Tang era ormai in declino, ed i buddhisti cinesi erano severamente perseguitati, minando il rispetto dei Giapponesi per le istituzioni cinesi.

### Isolamento del Giappone e invasione mongola
Per alcuni secoli, il Giappone restò richiuso su se stesso e non cercò in nessun modo di tessere relazioni con altri Stati, quindi neppure con la Cina.
Per due volte la Cina mongola di Kubilai Khan provò ad invadere l'arcipelago nipponico. Malgrado la schiacciante superiorità militare dell'esercito sino-mongolo, i progetti di conquista terminarono in devastanti sconfitte.
Il Giappone uscì dal suo isolamento nel XVI secolo con il periodo del commercio Nanban, ma dall'inizio del XVII secolo, lo shogunato giapponese sospettò che forze europee meditassero una conquista ed allora bloccò tutti i rapporti con l'estero, ad eccetto di ristretti contatti con mercanti cinesi ed olandesi a Nagasaki (precisamente sull'isola di Dejima). Tale isolamento (鎖国?, sakoku, letteralmente paese blindato) durò 200 anni, fino a quando il commodoro Matthew Perry forzò il Giappone ad aprirsi all'Occidente con la Convenzione di Kanagawa del 1854.

### Relazioni conflittuali
Nella Storia recente, due guerre segnarono i due Paesi: la prima e la seconda guerra sino-giapponese. La prima guerra, durata dal 1894 al 1895 portò alla sconfitta dell'Impero Cinese contro l'Impero Giapponese. La Cina dovette cedere Taiwan, le isole Senkaku, Penghu e la penisola di Liaodong (con Lüshunkou in Manciuria) al Giappone. La Cina abbandonò ugualmente il suo dominio sulla Corea che divenne una colonia giapponese.
L'inizio del periodo Shōwa vide lo Stato giapponese cadere sotto l'influenza crescente dell'espansionismo militare con un regime politico sempre più severo ed autoritario. Nel corso degli anni trenta, parecchi conflitti armati ebbero luogo tra Cina e Giappone, costituendo dei preludi allo scoppiare ufficiale della seconda guerra sino-giapponese degli anni 1937-1945, e vi è talvolta inclusa l'invasione giapponese della Manciuria nel 1931. Dopo la conquista da parte dell'Impero del Giappone di gran parte del territorio della Repubblica di Cina, la seconda guerra sino-giapponese terminò con la resa del Giappone e con la fine della seconda guerra mondiale.
Dopo il secondo conflitto mondiale e la presa del potere del Partito Comunista Cinese nel 1949, le relazioni tra i due Paesi sembrarono placarsi. Tuttavia le tensioni ripresero con la guerra fredda, ed anche a causa della richiesta di riconoscimento al Giappone da parte della Cina riguardo alla Repubblica di Cina (Taiwan) e alla Repubblica Popolare Cinese (la Cina continentale). Nel 1950 la Cina e l'URSS stipularono un Patto d'Amicizia, d'Alleanza e di Assistenza mutuale, considerato come un'alleanza militare diretta contro il Giappone dal governo giapponese di allora, che rispose nel 1951 con il Trattato di cooperazione mutuale e di sicurezza tra gli USA ed il Giappone.
Malgrado l'esistenza di tali tensioni politiche, lo sviluppo degli scambi commerciali e culturali aumentò tra i due Paesi a partire dagli anni cinquanta. Nel 1958 ebbe luogo tuttavia l'evento di Nagasaki: durante una mostra filatelica organizzata sotto gli auspici dell'organizzazione d'amicizia sino-giapponese, un giovane giapponese appartenente all'Uyoku dantai, un gruppo di estrema destra, abbassò la Bandiera della Repubblica popolare cinese; un mese prima, il primo ministro Nobusuke Kishi aveva dichiarato che se un tale evento si fosse verificato non sarebbe stato possibile applicare il Codice Criminale relativo al risarcimento in caso di danni a bandiere straniere, poiché il Giappone non riconosceva il governo sul continente. L'esecutivo cinese pensò allora che l'incidente di Nagasaki fosse stato provocato dalla politica di violenta ostilità verso la Cina del governo di Kishi. Il risultato fu un arresto completo degli scambi commerciali dei due Paesi per quattro anni.
Durante gli anni sessanta, la Cina prese le distanze dall'URSS; in conseguenza RPC e Giappone aumentarono i loro scambi commerciali, specialmente con l''acquisto da parte della Cina di installazioni industriali, finanziate da dei crediti a medio termine della Japan Export-Import Bank. Tuttavia, a seguito delle proteste della Repubblica di Cina (Taiwan), quegli acquisti furono interrotti. A causa di ciò il governo cinese (RPC) reagì riducendo le sue importazioni in Giappone ed intensificando i suoi attacchi contro il Giappone chiamandolo servo (in cinese: 走狗, "cane che cammina") degli USA. I trattati tra USA e Giappone furono ritrattati nel 1960.
Le relazioni tra la Cina ed il Giappone conobbero comunque un ulteriore declino durante la Grande rivoluzione culturale della Cina lanciata da Mao Zedong. La ripresa dei rapporti diplomatici avvenne nel 1972. Le difficoltà riscontrate dalle riforme di Deng Xiaoping rinforzarono le tensioni: per evitare che l'apertura economica determinasse una riforma politica, il regime cinese si ripiegò ideologicamente ed evidenziò tematiche nazionaliste con cui il Giappone ottenne una nuova importanza, specialmente su alcune questioni storiche. Dalla fine degli anni novanta, tali tematiche riapparirono in certe correnti del Partito Comunista Cinese e nella popolazione cinese.

## Situazione attuale
Il Giappone, solido alleato degli USA dal 1945, è oggi confrontato all'ascesa della Cina che dispone di strumenti sufficienti (demografici, economici, politici) per divenire la prima potenza asiatica e mondiale. Il Giappone è perciò diviso tra la sua alleanza con gli USA e tra la tentazione di unirsi economicamente alla Cina al fine di formare un giorno uno spazio di co-prosperità. Inoltre, i due Paesi aspirano ad una leadership tra gli Stati asiatici. Secondo WikiLeaks, il Giappone ha deciso nel 2008 di istituire un servizio di intelligence straniero legato al Naichō (i servizi segreti giapponesi), il cui obbiettivo prioritario è la Cina ed il suo alleato nordcoreano.
La Cina intende recuperare il suo ritardo in termini di potenza navale in rapporto col Giappone che dispone oggi della migliore marina militare d'Asia. Il Giappone possiede navi moderne e dotate del sistema Aegis. La Cina pianifica di mettere in servizio il suo primo portaerei nel 2014 ma non è ancora pronta per sviluppare un gruppo aeronavale completo con navi di approvvigionamento, cacciatorpediniere e sottomarini.. La RPC ha acquistato un vecchio portaerei dall'Ucraina, che è stato battezzato Shi Lang ed ha fatto la prima uscita in mare il 10 agosto 2011. La Cina dovrebbe impiegare diversi anni per acquisire il gruppo aeronavale che le permetterebbe di rendere pienamente operativo la sua portaerei. Inoltre, è assai probabile che la RPC abbia cominciato la costruzione di una portaerei completamente cinese.

### Conflitti territoriali
Le isole Senkaku (尖閣諸島?, Senkaku-shotō), chiamate in cinese Diàoyútái Qúndǎo (釣魚台群島T, 钓鱼台群岛S), o semplicemente Diaoyu per alcuni media internazionali, si situano a nordest di Taiwan ed a sudovest dell'Isola di Okinawa, nel Mar Cinese Orientale. Questo arcipelago disabitato è sotto il controllo del Giappone dal 1895 dal Trattato di Shimonoseki, ma sono rivendicate sia da Taiwan sia dalla Repubblica Popolare Cinese.
Dopo la Seconda Guerra Mondiale, alla fine dell'occupazione del Giappone ad opera degli Stati Uniti d'America, Taiwan si riconobbe indipendente dal Trattato di San Francisco, ma non le isole Senkaku che rimasero occupate fino al 1972, prima di essere rese al Giappone insieme alle isole Ryūkyū. Amministrativamente, queste isole dipendono dalla città di Ishigaki sull'isola omonima, nella Prefettura di Okinawa. Geograficamente, esse fanno parte dell'arcipelago Sakishima, insieme alle isole Yaeyama e Miyako (più a sud), e quindi delle isole Ryūkyū. L'interesse di queste isole è economico, con i potenziali giacimenti di idrocarburi situati nelle vicinanze, specialmente quello di Chunxiao, così come strategico per la marina cinese.
L'isola Oki-no-tori (沖ノ鳥島?, Okinotori-shima) è un atollo giapponese situato a 1740 km da Tōkyō, in mezzo al Mare delle Filippine. L'atollo è il punto più a sud del Giappone, e fa ufficialmente parte dell'arcipelago di Ogasawara (Sottoprefettura di Ogasawara). Se Okinotorishima è considerata un'isola del Giappone, la Cina considera che si tratti solamente di un insieme di rocce, e che quindi il Giappone non possa stabilirvi zona economica esclusiva (ZEE) secondo l'articolo 121 della Convenzione delle Nazioni Unite sul diritto del mare. Tale ZEE copre circa 400000 km², con numerose risorse alieutiche e minerarie (manganese, cobalto, litio).

### Tensioni politiche
Le relazioni sino-giapponesi si tesero negli anni 2000 per l'atteggiamento del governo giapponese nei confronti del passato militare nipponico durante la seconda guerra mondiale. Si possono specialmente citare le visite del Primo ministro Junichiro Koizumi al Santuario Yasukuni dedicato alle anime morte per l'Imperatore, di cui parecchi condannati per crimini di guerra, così come il revisionismo dei manuali di storia giapponesi, che portò alla guerra dei manuali nel 2005. La RPC non fu quindi favorevole che il Giappone divenisse un membro permanente del Consiglio di sicurezza delle Nazioni Unite.
Nel contesto dell'alleanza militare tra Giappone e USA, la dichiarazione congiunta nippo-americana del febbraio 2005, in cui i due governi hanno espresso il loro interesse strategico per una risoluzione pacifica della questione di Taiwan, con una conseguenza significativa dei movimenti anti-giapponesi in Cina nel marzo e nell'aprile 2005. Però, la sostituzione del Primo ministro del Giappone Junichiro Koizumi con Shinzō Abe ha permesso l'organizzazione con Hu Jintao di un summit bilaterale, nel settembre 2006, che hanno fatto in modo di appianare le differenze tra i due Stati.
A partire dal 2004, una serie di incidenti avvenuti intorno alle isole Senkaku ha riacceso il conflitto territoriale su quell'arcipelago ed ha provocato delle tensioni diplomatiche e nazionaliste tra i due Paesi così come una ripresa della loro corsa agli armamenti. Nel 2008, Giappone e Cina si sono accordati sullo sfruttamento comune dei possibili campi petroliferi e di gas nella zona Chunxiao/Shirakaba al limite delle loro rispettive ZEE, senza metterle in pratica. Secondo un sondaggio di Yomiuri Shinbun e dell'Agenzia Nuova Cina del 2009 il 50% dei cinesi ritiene le relazioni bilaterali utili, mentre il 43% le ritiene dannose, contro i rispettivi 45 e 47% dei giapponesi.
Nel settembre 2010, dopo l'arresto del capitano di un peschereccio cinese che aveva speronato una barca della guardia costiera giapponese, le relazioni tra le due Nazioni peggiorarono, ed avvennero nuove manifestazioni anti-giapponesi in Cina. In seguito alla liberazione del capitano ed all'incontro tra i due Primi ministri Wen Jiabao e Naoto Kan, le tensioni si sono placate in ottobre, ed i ministri della Difesa giapponese e cinese hanno convenuto di istituire un sistema di collegamento al fine di evitare qualsiasi nuova crisi diplomatica. Tuttavia il 16 ottobre, nuove manifestazioni ebbero luogo in Cina (Chengdu, Zhengzhou, Xi'an) ed in Giappone (Tōkyō), a cui parteciparono diverse migliaia di persone. Un sondaggio del governo fatto in ottobre rivelò che solo il 20% dei giapponesi dichiarava il loro favore verso la RPC, contrastata da una percentuale sfavorevole del 77,8%, livello mai raggiunto dal 1978. Nel novembre 2010, i risultati del sondaggio Yomiuri Shinbun/Nuova Cina erano nettamente mutati: l'81% dei cinesi pensavano che i rapporti bilaterali fossero dannosi contro il 90% dei giapponesi; il 79% dei cinesi ritenne che il Giappone non fosse degno di fiducia, contro l'87% dei giapponesi riguardo alla Cina.
Dal 2009, i dirigenti del Partito Comunista Cinese sembrarono aver adottato un atteggiamento più duro sulla scena internazionale, probabilmente nell'obbiettivo della successione politica del 2012 (scelta del XVIII Comitato permanente dell'ufficio politico del Partito Comunista Cinese); mentre il Giappone mostrò la volontà di far valere i propri interessi nella regione di fronte alla Cina, sempre più spesso denunciata come mancante. Così, in conseguenza dell'aumento dell'attività navale della RPC vicino alle sue acque territoriali, il ministero giapponese della Difesa decise nel dicembre 2010 d'aumentare il numero dei suoi sottomarini da 16 a 22 tra il 2011 ed il 2015, un record per il Paese, il tutto diminuendo le forze presenti su Hokkaidō, di fronte alla Russia..
Nel marzo 2011, la Cina denunciò il ministero giapponese dell'Istruzione a causa di alcuni libri scolastici che presentavano le isole Senkaku come nipponiche.
A fine maggio 2012, un diplomatico dell'ambasciata della RPC a Tōkyō, accusato di spionaggio e di altre attività illegali, lasciò il Giappone. Primo segretario dell'ambasciata e vecchio membro dei servizi segreti cinesi, egli inizialmente aveva rifiutato di rispondere alla polizia durante un interrogatorio.

### Partner economici
Lo sviluppo in Giappone negli anni settanta dell'industria automobilistica, dei materiali, dei trasporti, dell'ingegneria navale, dell'elettronica e dell'ottica permise dei trasferimenti tecnologici ed industriali verso la RPC all'inizio del XXI secolo, sulla base di una divisione internazionale del lavoro verticale molto gerarchica: il Giappone esportò dei prodotti di manifattura di forte contenuto tecnologico, mentre la Cina si concentrò sulla manodopera a basso costo. Però, la prosecuzione del processo di sviluppo della Cina fece in modo che essa cominciasse a raggiungere il livello di sofisticazione del Giappone, causando un cambiamento del modello economico, con un divisione del lavoro più orizzontale e con un'interdipendenza aumentata tra i Paesi asiatici (il Giappone che esportava beni d'attrezzatura e prodotti intermedi, mentre la Cina dei prodotti finiti).
La Cina è dal 2002 il primo fornitore del Giappone (il 22% delle importazioni nel 2009, il 19% nel 2008), davanti agli USA (11%) ed all'Australia (6%), e dal 2009 anche il suo primo cliente con il 19% delle esportazioni giapponesi, seguita dagli USA (16%) e dall'Unione europea (12%).
Nel 2009, il Giappone è stato comunque il primo fornitore della Cina col 12% delle importazioni, davanti ad Hong Kong (10%) ed alla Corea del Sud (9%), ed il terzo cliente con le sue esportazioni, preceduto dagli USA (20%) e da Hong Kong (12%).
Le principali industrie giapponesi dipendono dalla fornitura cinese di terre rare, che copriva nel 2010 il 95% dell'offerta mondiale di terre rare.. Tali composti metallici sono utilizzati per la fabbricazione di turbine eoliche, schermi al plasma e telefoni cellulari, le cui industrie sono il cuore della crescita nipponica. Per mettersi in una posizione di vantaggio, Pechino ha annunciato nel luglio 2010 che intende ridurre del 72% l'esportazione di terre rare verso il Giappone. Con ciò la Cina provava a liberarsi dalla dipendenza del suo Paese vicino cercando nuovi fornitori in Vietnam, in Kazakistan, in Brasile, in Canada ed in Mongolia. Cercava ugualmente di produrre nuovi materiali a base di metalli meno rari e di perfezionare il riciclaggio dei prodotti elettronici.
Nel dicembre 2011, i due Paesi hanno concluso degli accordi bilaterali destinati a facilitare e rinforzare il commercio e gli investimenti, a seguito di una riunione tra in Primi ministri Yoshihiko Noda e Wen Jiabao. A partire dal 1º giugno 2012, il Giappone e la Cina si scambiano direttamente le loro valute senza passare per il dollaro.

## Visite importanti
| Anno | Visitatore                                                                                  |
| ---- | ------------------------------------------------------------------------------------------- |
| 1972 | Primo Ministro Kakuei Tanaka                                                                |
| 1979 | Primo Ministro Masayoshi Ōhira                                                              |
| 1982 | Primo Ministro Zenkō Suzuki                                                                 |
| 1984 | Primo Ministro Yasuhiro Nakasone                                                            |
| 1986 | Primo Ministro Yasuhiro Nakasone                                                            |
| 1988 | Primo Ministro Noboru Takeshita                                                             |
| 1991 | Primo Ministro Toshiki Kaifu                                                                |
| 1992 | Imperatore Akihito ed Imperatrice Michiko                                                   |
| 1994 | Primo Ministro Morihiro Hosokawa                                                            |
| 1995 | Primo Ministro Tomiichi Murayama                                                            |
| 1997 | Primo Ministro Ryūtarō Hashimoto                                                            |
| 1999 | Primo Ministro Keizō Obuchi                                                                 |
| 2001 | Primo Ministro Junichiro Koizumi (APEC a Shanghai)                                          |
| 2006 | Primo Ministro Shinzō Abe                                                                   |
| 2007 | Primo Ministro Yasuo Fukuda                                                                 |
| 2008 | Primo Ministro Yasuo Fukuda (Olimpiadi di Pechino) Primo Ministro Tarō Asō (ASEM a Pechino) |

| Anno | Visitatore |
| ---- | --- |
| 1978 | Vice Premier Deng Xiaoping |
| 1979 | Vice Premier Deng Xiaoping |
| 1980 | Premier Hua Guofeng (ospite di Stato) |
| 1982 | Premier Zhao Ziyang |
| 1983 | Segretario Generale Hu Yaobang |
| 1989 | Premier Li Peng |
| 1992 | Segretario Generale Jiang Zemin |
| 1995 | Segretario Generale Jiang Zemin (APEC ad Ōsaka) |
| 1997 | Premier Li Peng |
| 1998 | Presidente Jiang Zemin (ospite di Stato) |
| 2000 | Premier Zhu Rongji |
| 2007 | Premier Wen Jiabao |
| 2008 | Presidente Hu Jintao (ospite di Stato) Presidente Hu Jintao (G8 di Hokkaidō) Premier Wen Jiabao (Summit trilaterale tra Cina-Giappone-Sud Corea a Fukuoka) |